# Plakijzerpiraten
 Plakijzerpiraten  is een verhaal uit de Belgische stripreeks Piet Pienter en Bert Bibber van Pom.
Het verhaal verscheen voor het eerst in Gazet Van Antwerpen van 12 mei 1956 tot 7 september 1956 en als nummer 4 in de reeks bij De Vlijt.

## Personages
- Piet Pienter
- Bert Bibber
- Susan
- Professor Chalkstone
- Mister Braggart

## Verwijzingen
In elk album verwijst Pom naar zaken uit de realiteit (soms lichtjes aangepast), waarvan hier een lijst volgt voor dit album.

### Personen
- Professor Chalkstone (verwijzing naar krijtsteen)
- Mister Braggart (verwijzing naar braggart, wat blaaskaak betekent)
- Amerikaans zanger Bing Crosby
- Nederlandse band Zingende Zusjes
- Amerikaans acteur Alan Ladd
- Amerikaans bokser Joe Louis
- Belgisch bokser Harry Mino

### Overige
- De locatie Ambrastown betekent letterlijk vertaald Ruziestad.
- Arcantuky is een samenvoeging van Arkansas en Kentucky.
- Vegaert film verwijst naar Agfa-Gevaert, waar Pom zijn tekenpapier vandaan haalde.
- Kadok Solor verwijst dan weer naar Kodak Solar.

## Albumversies
Plakijzerpiraten verscheen in 1956 als album 4 bij uitgeverij De Vlijt. In 1996 gaf uitgeverij De Standaard het album opnieuw uit.